# Telltale Games
Telltale Games est une société de développement et un éditeur américain de jeux vidéo fondé en juillet 2004 et situé à Malibu en Californie.

## Historique
Le studio Telltale Games a été créé en grande partie par d'anciens employés de LucasArts qui travaillaient sur le projet de jeu Sam and Max: Freelance Police, suite prévue du jeu Sam and Max Hit the Road, projet annulé le 3 mars 2004. Une grande partie de l'équipe possède une forte expérience dans la création de jeux d'aventure reconnus tels que Grim Fandango, les Monkey Island ou bien évidemment les Sam and Max.
Le 11 février 2005 sort le premier jeu de Telltale, Telltale Texas Hold'em, une simulation de poker. Par la suite et sous la direction de Dave Grossman (qui a participé à la réalisation de Monkey Island et Maniac Mansion: Day of the Tentacle chez LucasArts), la société a développé son premier jeu d'aventure : Bone: Out from Boneville, tiré de la série de  comic américain de Jeff Smith, Bone.
En 2006, la compagnie récupère les droits de Sam and Max, le comic de Steve Purcell (également un ancien de LucasArts) pour en faire une série de jeux d'aventure épisodiques : Sam and Max : Sauvez le monde, Sam and Max : Au-delà du temps et de l'espace et  Sam and Max: The Devil's Playhouse Telltale est également le développeur, depuis 2006, des jeux vidéo édités par Ubisoft fondés sur la série Les Experts.
Le 10 avril 2008, la société annonce qu'elle va créer une nouvelle série de jeux épisodiques Strong Bad's Cool Game for Attractive People, fondée sur la série d'animation en ligne Homestar Runner. Le 24 juillet 2008, c'est la série Wallace and Gromit's Grand Adventures qui est annoncée, fondée sur la série d'animation Wallace et Gromit.
Le 1er juin 2009, lors de l'E3, Telltale Games et Lucasarts annoncent dans un communiqué commun, le développement par Telltale d'une série de jeux épisodiques sur la saga Monkey Island : Tales of Monkey Island.
En 2011, c'es la sortie de Jurassic Park: The Game qui fait référence au premier Jurassic Park de Steven Spielberg l'histoire du jeu se passe pendant et après les événements du film. Au début le jeu été considéré comme le lore jusqu'à l'arrivée de Jurassic World auquel le réalisateur Colin Trevorrow  annoncera sur Twitter que ce jeu ne fais plus partie du lore de la saga.
En 2012, c'est la série The Walking Dead qui est adaptée en style point & click ou le joueur construit la narration selon ses choix. Ce jeu a eu un très grand succès auprès de la communauté des joueurs qui ont été unanime quant à la richesse du scénario et l'inventivité du gameplay. La saison 1 contient cinq épisodes qui sont sortis à quelques semaines d'intervalles afin d'apporter une continuité à l'action.
En 2013, le studio sort le premier épisode d'une nouvelle série : The Wolf Among Us. Elle est fondée sur le comics Fables de Bill Willigham. En septembre de la même année, Sean Vanaman qui avait réalisé la première saison de The Walking Dead quitte le studio et fonde Campo Santo.
Lors des Video Games Awards 2013, le studio surprend le public en annonçant deux nouveaux projets pour l'année 2014. Le premier s'appuie sur l'univers du jeu Borderlands et se nomme Tales From the Borderlands. Le second est Game of Thrones: A Telltale Games Series, inspiré de la série télévisée et de la série de romans de George R. R. Martin.
Lors du Comic Con 2017, le studio annonce une saison 2 pour deux de ses titres : Batman et The Wolf Among Us ainsi qu'une autre saison pour The Walking Dead. Le trailer de la saison 2 de Batman, intitulée The Enemy Within, est dévoilé. Le 14 septembre, Pete Hawley est nommé PDG du studio.
Le 8 juin 2018, Telltale Games dévoile la date de sortie de The Walking Dead : L'Ultime Saison. Celle ci sera composé de 4 épisodes, dont le premier sera disponible le 14 août 2018. Le 27 du même mois, il est annoncé que le moteur graphique Unity sera utilisé pour de futurs jeux.

## Fermeture et réouverture
Le 21 septembre 2018, plusieurs employés annoncent sur Twitter avoir été licenciés sans préavis, à la surprise de tous. Sur les 250 employés initiaux, restent seulement 25, et plusieurs projets en développement, dont Minecraft: Story Mode et la seconde saison de The Wolf Among Us, sont annulés. Le studio reste très discret dans sa communication, mais des rumeurs indiquent que l'équipe restante travaillera sur le jeu Stranger Things pour Netflix, laissant en suspens la suite de The Walking Dead : L'Ultime Saison.
Il est finalement indiqué que Telltale terminera Minecraft: Story Mode avec les personnes restantes, tandis que Netflix cherchera de son côté une solution pour s'occuper du jeu Stranger Things. En octobre, Robert Kirkman et son entreprise Skybound Games annoncent s'atteler à l'achèvement du jeu The Walking Dead, et embauchent pour l'occasion d'anciens employés du studio. Le 14 novembre 2018, Telltale Games ferme officiellement ses portes.
Les causes précises de la fermeture de Telltale Games n'ont pas été communiquées par le studio, mais d'anciens employés ont évoqué des relations très tendues entre les équipes de production et créatives. Par ailleurs, les nombreux projets développés durant ces dernières années n'ont pas tous été rentables, entraînant de gros défauts de trésorerie. En mai 2019, la plupart des jeux Telltale étaient retirés des boutiques en ligne.
Le 28 août 2019, il est annoncé que LCG Entertainment a racheté Telltale Games ainsi que Telltale Games France et compte rouvrir le studio pour continuer à créer des jeux interactifs. L’équipe sera néanmoins différente de l’originale,,.

## Jeux développés

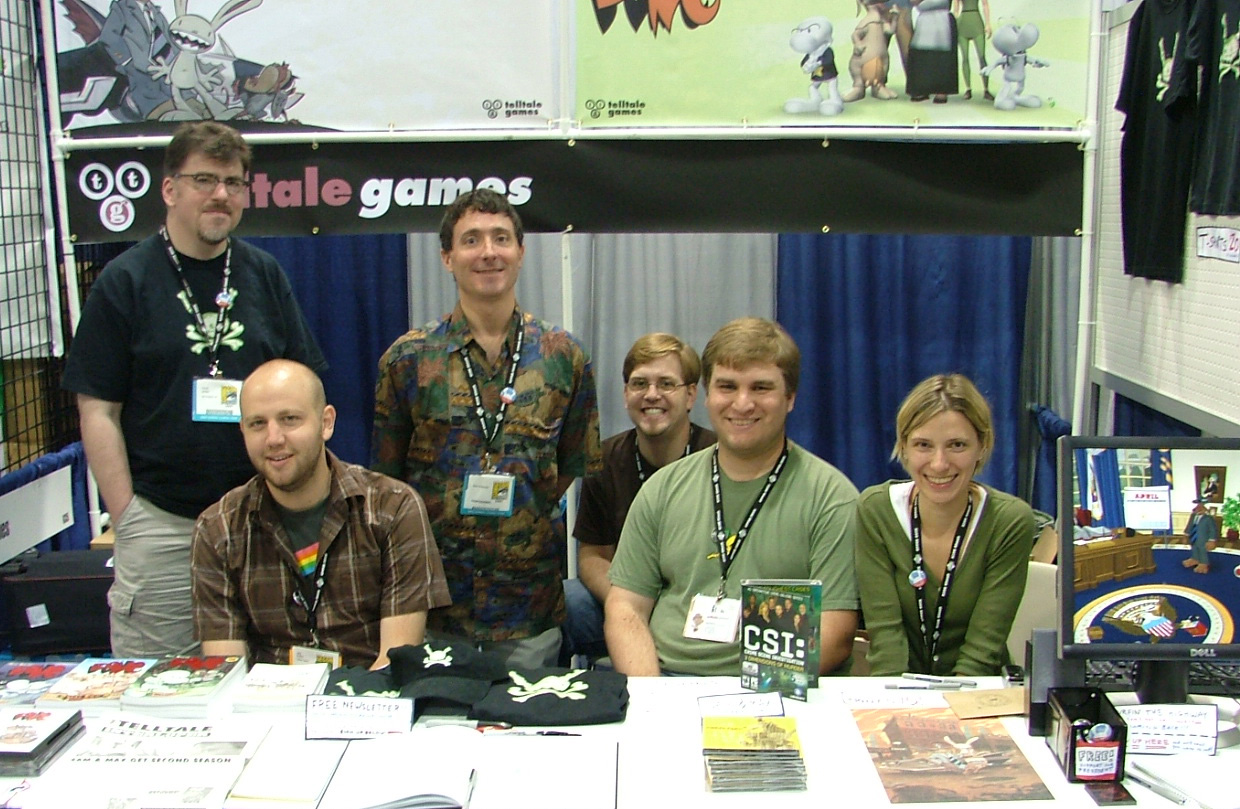
Le stand de Telltale Games au Comic-Con 2007.

| The Walking Dead - The Walking Dead (épisodique, 2012) - The Walking Dead : Saison 2 (épisodique, 2013-2014) - The Walking Dead: Michonne (épisodique, 2016) - The Walking Dead: A New Frontier (épisodique, 2016-2017) - The Walking Dead : L'Ultime Saison (épisodique, 2018-2019) Sam and Max - Sam and Max : Saison 1 (Sam and Max: Season One) (épisodique, 2006-2007) - Sam and Max : Saison 2 (Sam and Max: Season Two) (épisodique, 2007-2008) - Sam and Max : Saison 3 (Sam and Max : Season Three) (épisodique, 2010) Bone - Bone : La Forêt sans retour (Bone: Out from Boneville) (2005) - La Grande Course (Bone: The Great Cow Race) (2006) Les Experts - Les Experts : Las Vegas - Crimes en série (CSI: 3 Dimensions of Murder) (2006) - Les Experts : Morts programmées (CSI: Hard Evidence) (2007) Puzzle Agent - Nelson Tethers: Puzzle Agent (2010) - Puzzle Agent 2 (2011) | Poker Night - Poker Night at the Inventory (2010) - Poker Night 2 (2013) Minecraft - Minecraft: Story Mode (épisodique, 2015-2016) - Minecraft: Story Mode - Saison 2 (épisodique, 2017) Batman - Batman: The Telltale Series (épisodique, 2016) - Batman: The Enemy Within (épisodique, 2017-2018) et aussi - Telltale Texas Hold'em (2005) - Strong Bad's Cool Game for Attractive People (épisodique, 2008) - Wallace and Gromit's Grand Adventures (épisodique, 2009) - Tales of Monkey Island (épisodique, 2009) - Retour vers le futur : Le Jeu (Back to the Future: The Game) (épisodique, 2010-2011) - Law and Order: Legacies (épisodique, 2011-2012) - Jurassic Park: The Game (épisodique, 2011) - The Wolf Among Us (épisodique, 2013-2014) - Tales from the Borderlands (épisodique, 2014-2015) - Game of Thrones: A Telltale Games Series (épisodique, 2014-2015) - Guardians of the Galaxy: The Telltale Series (épisodique, 2017) - The Expanse: A Telltale Series (épisodique, 2023) |